# Hess-Apollo (cràter)
Hess-Apollo és un petit cràter d'impacte de la Lluna, situat a la vall Taurus-Littrow. Els astronautes Eugene Cernan i Harrison Schmitt van allunar al nord del cràter el 1972 en la missió Apollo 17, però no el van visitar. Els astronautes ho van denominar simplement «Hess» durant la missió.

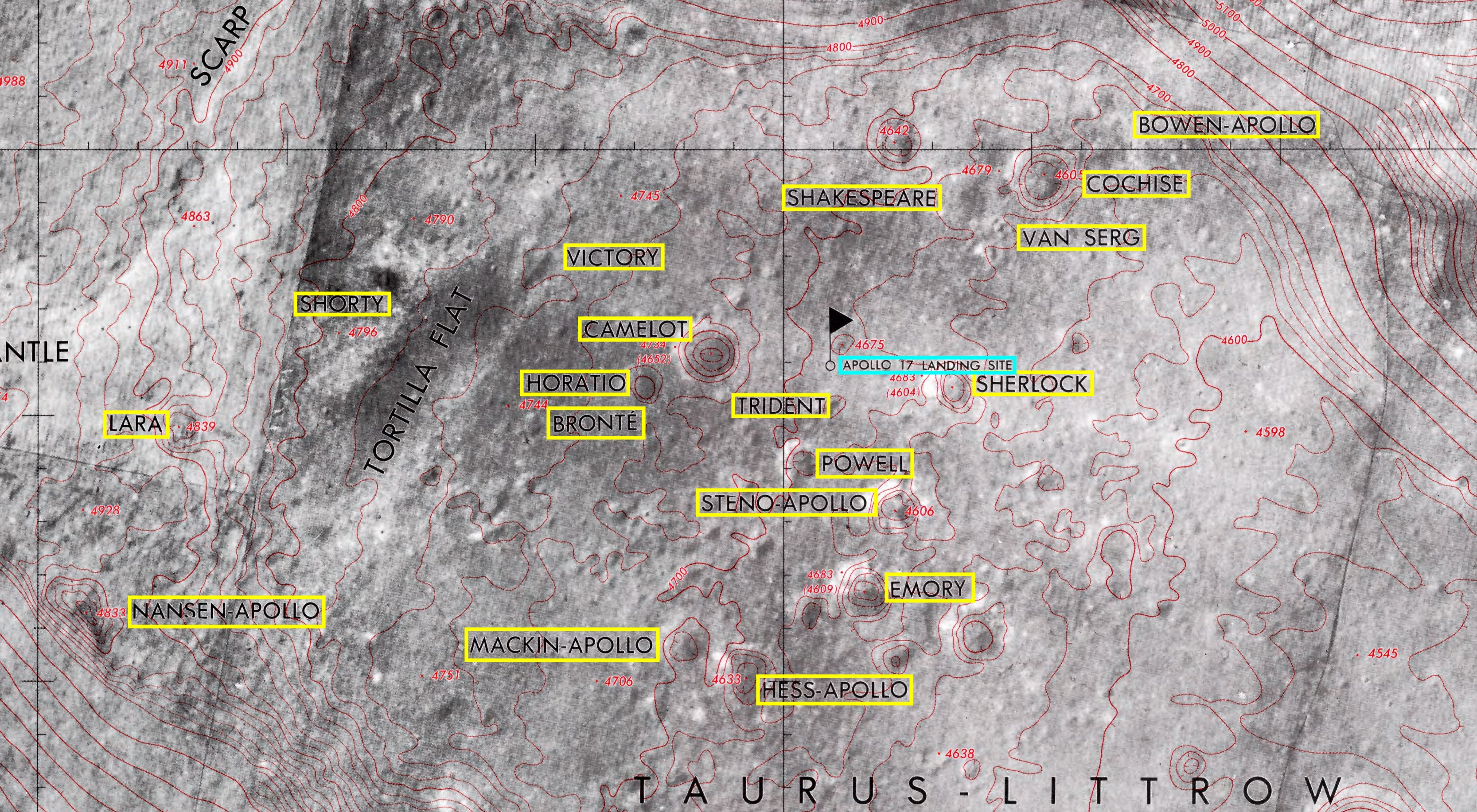
Localització de Van Serg, al centre inferior de la imatge (Lunar Topophotomap 43D1S1)
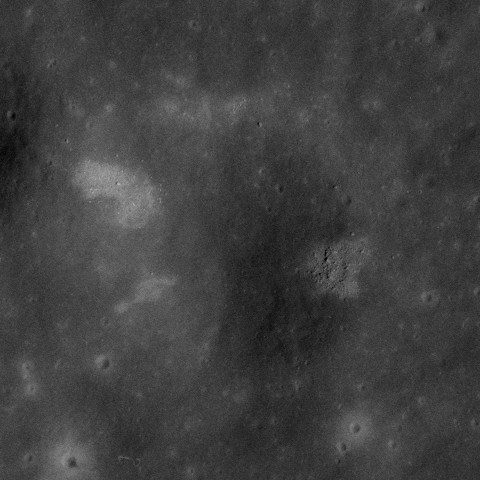
Imatge panoràmica des de l'Apollo 17

Es troba al costat del cràter de mida similar Mackin. Al nord apareix Camelot, al nord-oest Shorty i Lara, i a l'oest es localitza Nansen-Apollo. Al nord-est se situa Emory.

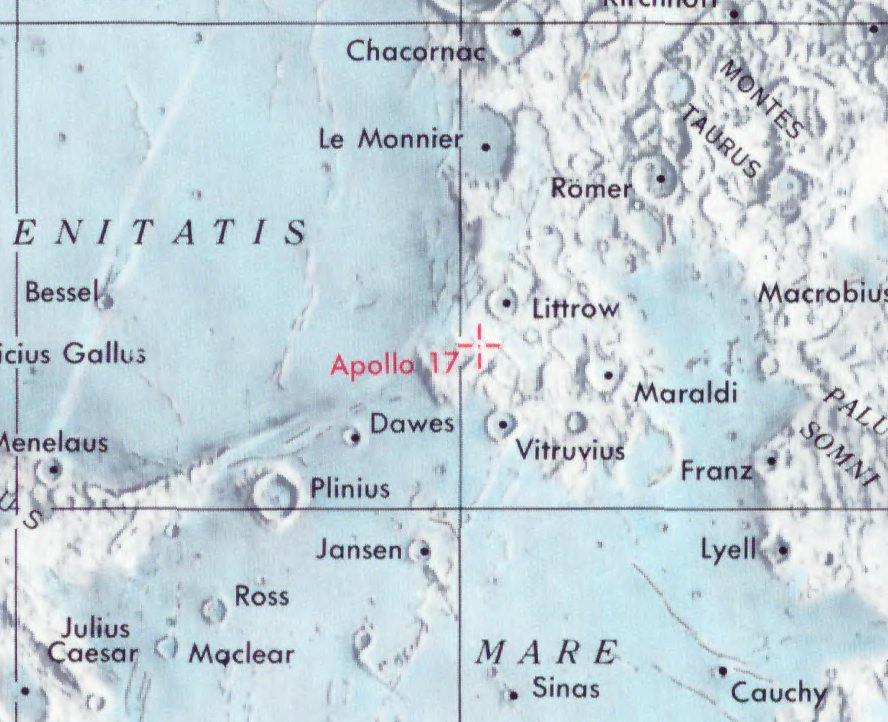
Localització del lloc d'allunatge de l'Apollo 17

## Denominació
El cràter va ser nomenat pels astronautes en referència al geòleg Harry Hammond Hess. La denominació té el seu origen en els topònims utilitzats en el full a escala 1/50.000 del Lunar Topophotomap amb la referència 43D1S1 Apollo 17 Landing Area.